# John Watson (scacchista)
John Leonard Watson (Milwaukee, 5 settembre 1951) è uno scacchista e scrittore statunitense, maestro internazionale.
È un teorico e divulgatore, avendo pubblicato più di trenta libri su molti aspetti del gioco.

## Biografia
Cresciuto a Omaha, nel Nebraska, ha studiato all'Università di Harvard e all'Università della California, dove si è laureato in ingegneria.
Il suo libro del 1999 Secrets of Modern Chess Strategy ha vinto il premio Book of the Year della British Chess Federation e il Book of the Year della United States Chess Federation. Il testo analizza come gli scacchi siano cambiati radicalmente dall'inizio del XX secolo e come antichi principi posizionali siano state sostituiti da pratiche più ampie e fuori dal comune. Pubblica recensioni di libri, riviste e DVD di scacchi nella rivista The Week in Chess.

## Carriera
Ha vinto molti tornei di scacchi tra cui il primo US National High School Chess Championship e l'American Open.
Nel 1979 ottiene il titolo di Maestro internazionale.
Nel 1982 arriva 5º con 5.5 punti su 12 allo U.S. Open.

Nel 1988 vince l'Hastings Challengers, col punteggio di 4.5 su 11.

Nel 1996 arriva 5º al World Open di Filadelfia.

Nel 2003 ottiene 4 punti su 9 allo U.S. Chess Championship, piazzandosi al 44º posto.
Nel 2022 viene inserito nella U.S. Chess Hall of Fame.
È stato l'allenatore del grande maestro Tal Shaked, campione del mondo junior nel 1997.

## Vita privata
È sposato con l'insegnante di recitazione Maura Giles Watson, che insegna all'Università di San Diego; attualmente vivono a San Diego.

## Opere
- Gioca la francese!, traduzione di Yuri Garrett, Igor Giussani, 3ª ed., Caissa Italia, 2004, ISBN 1-85744-337-3.
- The Unconventional King's Indian ISBN 1-84382-150-8
- The Gambit Guide to the Modern Benoni ISBN 1-901983-23-4
- Secrets of Modern Chess Strategy: Advances since Nimzowitsch, Gambit Publications, 1999, ISBN 1-901983-07-2
- Chess Strategy in Action, Gambit, 2003, ISBN 1-901983-69-2
- English 1...P-K4 ISBN 1-84382-144-3
- Dangerous Weapons: The French, Everyman Chess (2007): ISBN 978-1-85744-435-3
- Mastering the Chess Openings, Gambit Publications (in quattro volumi) 
  - Volume 1 (1. e4): ISBN 1-904600-60-3 (2006)
  - Volume 2 (1. d4): ISBN 1-904600-69-7 (2007)
  - Volume 3 (1. c4): ISBN 1-904600-98-0 (2009)
  - Volume 4: ISBN 978-1-906454-19-7 (2010)